# تییوواتس (کورشوملییا)
تییوواتس (به صربی: Tijovac) یک منطقهٔ مسکونی در صربستان است که در کورشوملیا واقع شده‌است. تییوواتس ۷۷ نفر جمعیت دارد.